# Накамура, Ёсио
Ёсио Накаму́ра (яп. 中村 佳央, 22 октября 1970, Фукуока) — японский дзюдоист средней и полутяжёлой весовых категорий, выступал за сборную Японии на всём протяжении 1990-х годов. Участник летних Олимпийских игр в Атланте, чемпион мира, чемпион Азиатских игр, чемпион Азии, серебряный призёр Восточноазиатских игр, победитель многих турниров национального и международного значения. Также известен как тренер по дзюдо.

## Биография
Ёсио Накамура родился 22 октября 1970 года в городе Фукуока. Активно заниматься дзюдо начал с раннего детства, проходил подготовку вместе с младшими братьями Юкимасой и Кэндзо, которые впоследствии тоже стали довольно известными дзюдоистами. Окончив обучение в школе, поступил в Токийский университет, затем работал в химической компании Asahi Kasei.
Первого серьёзного успеха на взрослом международном уровне добился в 1991 году, когда попал в основной состав японской национальной сборной и побывал на домашнем чемпионате Азии в Осаке, откуда привёз награду золотого достоинства, выигранную в зачёте среднего веса. Два года спустя завоевал золото на чемпионате мира в канадском Гамильтоне, ещё через год выступил на домашних Азиатских играх в Хиросиме, где тоже одолел всех соперников и завоевал золотую медаль. Благодаря череде удачных выступлений удостоился права защищать честь страны на летних Олимпийских играх 1996 года в Атланте, однако попасть здесь в число призёров не смог, занял в полутяжёлом весе лишь седьмое место.
После Олимпиады в Атланте Накамура остался в основном составе дзюдоистской команды Японии и продолжил принимать участие в крупнейших международных турнирах. Так, в 1997 году в полутяжёлом весе он выиграл серебряную медаль на Восточноазиатских играх в Пусане и бронзовую медаль на чемпионате мира в Париже. Год спустя стал серебряным призёром Азиатских игр в Бангкоке, взяв верх над всеми оппонентами в полутяжёлом весе кроме корейца Ю Сон Ёна.
Впоследствии участвовал в турнирах по дзюдо вплоть до 2004 года, однако на международном уровне существенных достижений больше не добивался. В настоящее время вместе с братьями работает тренером по дзюдо, в частности, в числе его учеников чемпион мира Хироси Идзуми и двукратный олимпийский чемпион Масато Утисиба.